# Ylangène
 (mars 2025).
 (mai 2025).
L’ylangène de formule brute C15H24 fait partie de la famille des sesquiterpènes. Il est notamment produit par la fleur du nom analogue : l’ylang-ylang (Cananga odorata).

## Isomères
Il existe différentes formes d’ylangène, notamment ses isomères de position α et β, ainsi que d’autres isomères tels que le copaène.

## Propriétés
Les sesquiterpénoïdes dérivés de l’ylangène ont été notamment étudiés pour leurs activités pharmacologiques. De plus, l’ylangène est apprécié pour ses propriétés odorantes : Le β-ylangène est un composé volatil produit par les fleurs d’ylang-ylang et fait partie de ceux qui contribuent à son parfum floral.

## Origine naturelle
L’ylangène est présent dans diverses plantes appartenant à plusieurs types de végétaux. D’origine naturelle, elle est présente dans des plantes aromatiques et fruitières, des coraux, des champignons ou encore des plantes à épices.

### Plantes aromatiques et fruitières
On peut retrouver de l’ylangène dans l’oranger et dans la fleur d’ylang-ylang.
En effet, dans l’huile essentielle d’orange l’ylangène se trouve sous forme de α-ylangène et β-ylangène. L’analyse par chromatographie en phase gazeuse (GC) a montré que l’huile essentielle d’orange contient 0,008 % de β-ylangène.
Dans la fleur d’ylang-ylang (Cananga odorata), l’ylangène est également présent sous forme de α-ylangène et de β-ylangène. Le β-ylangène représente 0,63% des terpènes totaux identifiés dans la fleur d’ylang-ylang. En outre, la quantité de α-ylangène dans la fleur diminue progressivement au cours de son développement floral.

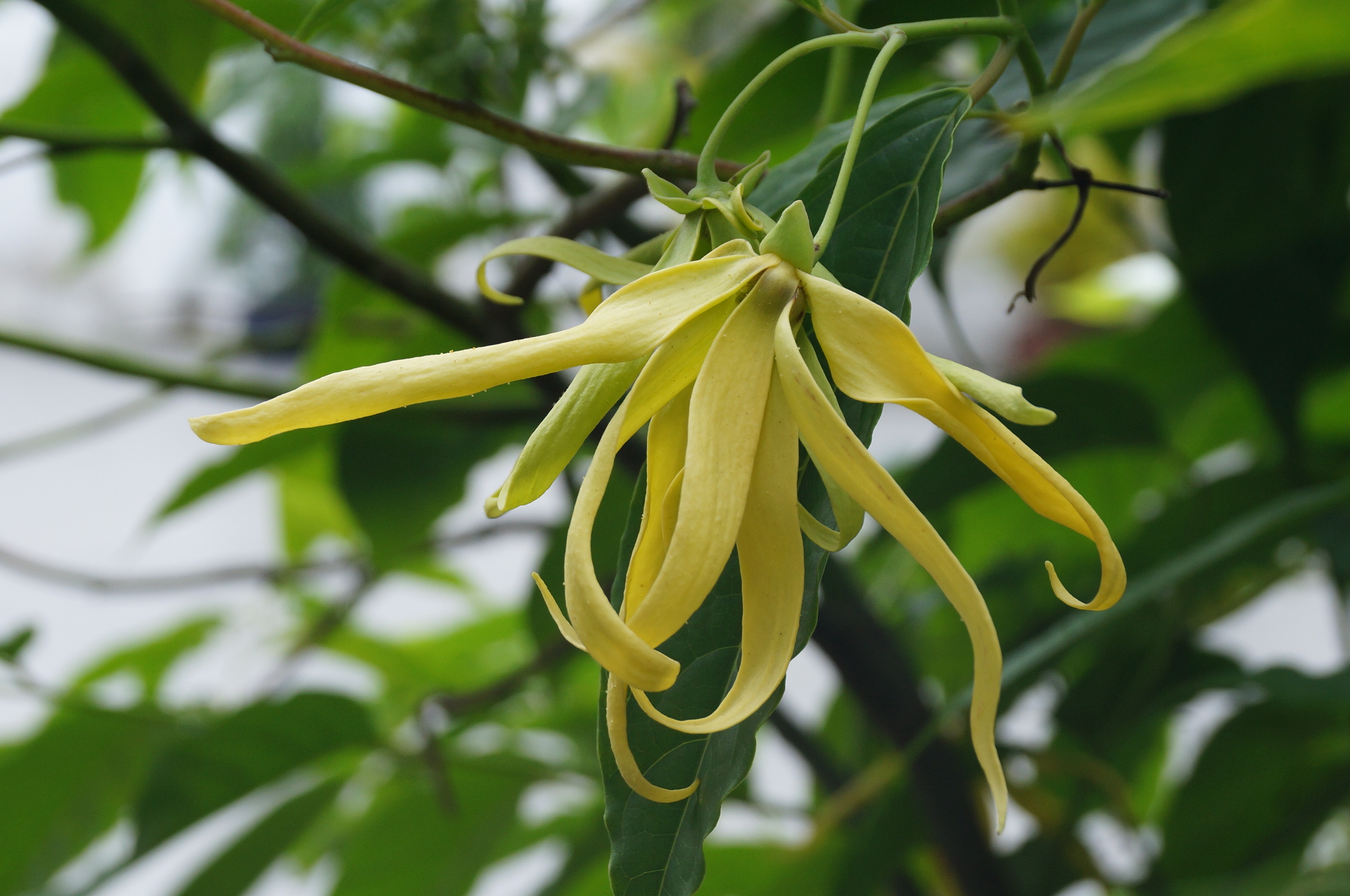
Image 1. Fleur d’ylang-ylang (nom: Cananga Odorata 02; auteur: Prenn; licence: CC Attribution-Share Alike 3.0)

### Coraux
Outre les plantes fruitières et aromatiques, les coraux tels que Lemnalia flava et Paralemnalia thyrsoides synthétisent des dérivés spécifiques de l’ylangène comme le lemnalol et l’isolemnalol.

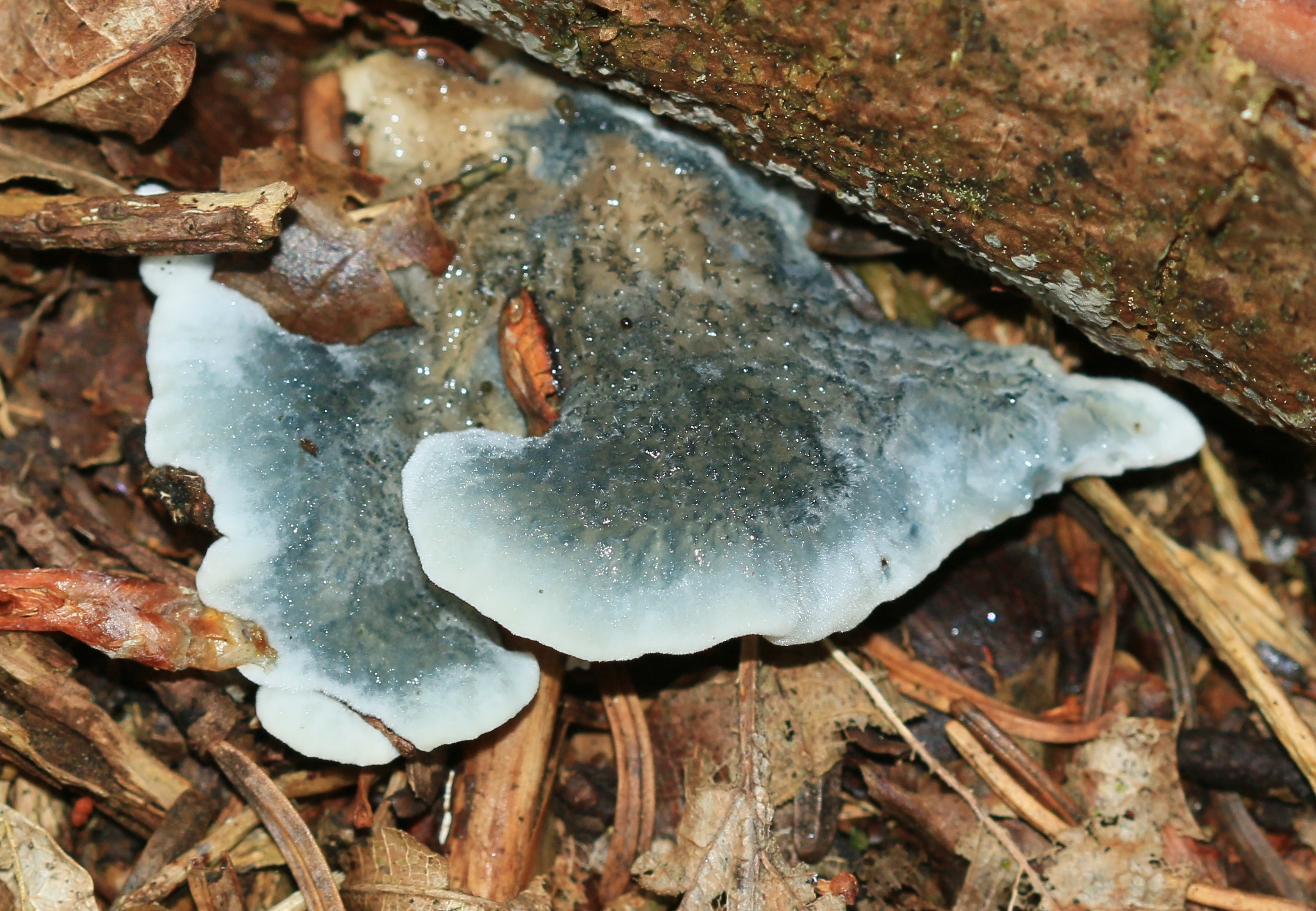
Image 2. Postia sp. (nom: Postia sp. (a blueing bracket fungus) - Flickr - S. Rae; licence: CC Attribution 2.0)

### Champignons
Des sesquiterpènoïdes de type ylangène ont été identifiés dans des cultures de champignons comme Postia sp.

### Plantes à épices
Enfin, on retrouve également de très faibles quantités d’α-ylangène (0,1 %) dans certaines plantes à épices, comme le poivre noir (Piper nigrum). Cependant, sa présence n’est pas systématique, et certaines variétés de Piper nigrum en sont totalement dépourvues.

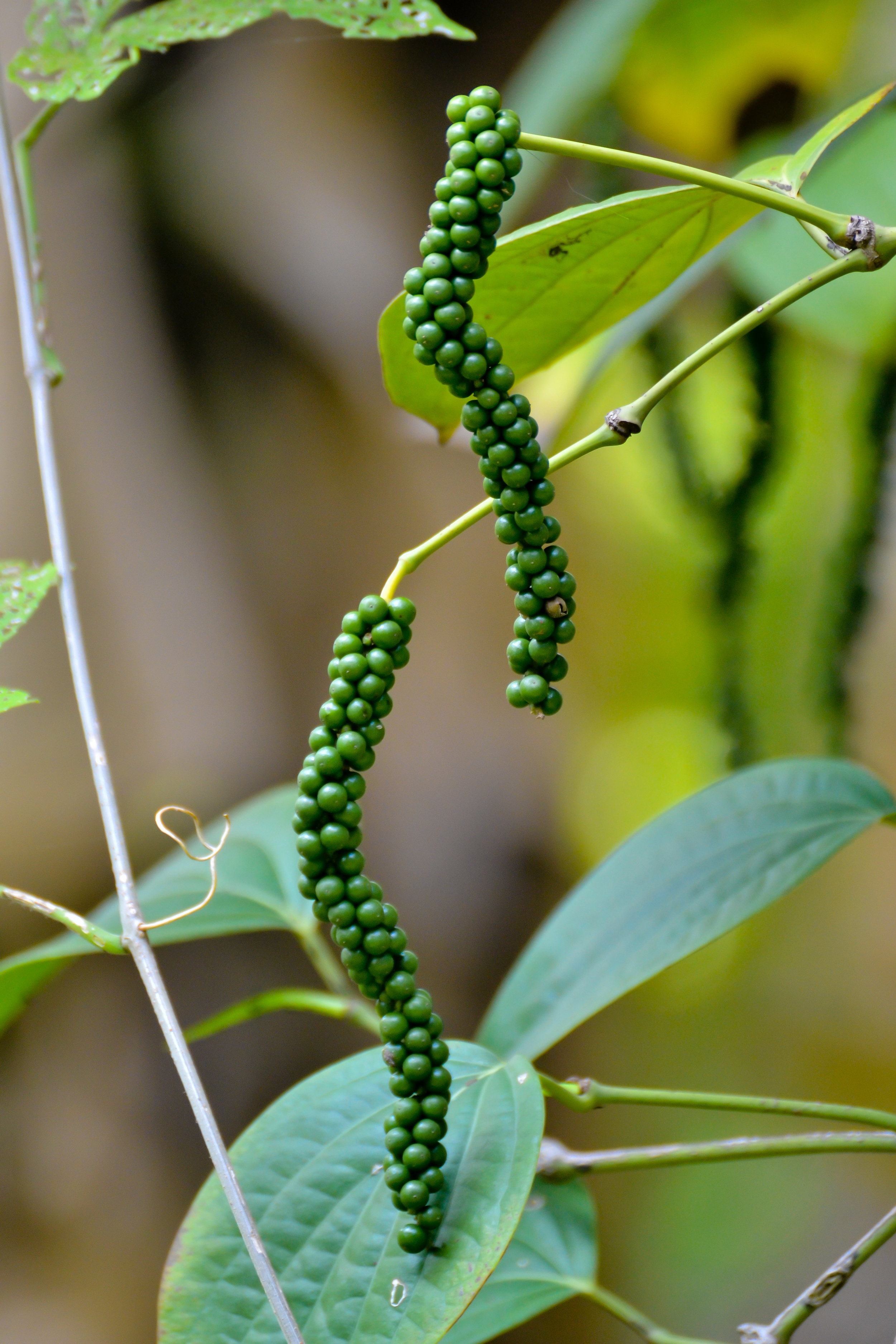
Image 3. Poivre noir (nom: Black Pepper (Piper nigrum) fruits; auteur: K Hari Krishnan; licence: CC Attribution-Share Alike 3.0)

## Extraction

### Huile d’orange
Le β-ylangène peut être isolé à partir de l’huile d’orange par distillation sous vide. Le procédé consiste à effectuer des distillations successives à différentes températures, d’abord à 80 °C, puis entre 100 et 110 °C. Ainsi, il y a obtention d’un produit contenant l’ylangène avec d’autres composés oxygénés (l’α-ylangène, du β-ylangène, l’α-copaene, cadinène).
Afin d’extraire uniquement l’ylangène, le produit est purifié par chromatographie sur colonne, en utilisant le n-hexane comme éluant.

### Pistacia Lentiscus
L’ylangène peut être extrait de l’huile essentielle de Pistacia Lentiscus par diverses méthodes notamment par hydrodistillation, extraction assistée par micro-onde, extraction par sorption de tête, et extraction par un fluide supercritique. Ces extractions ont révélé la présence de l’ylangène parmi d’autres sesquiterpènes, à l’aide de différentes méthodes de caractérisation. La préservation des composées dont l’ylangène dépend de la méthode d’extraction utilisée.

## Méthodes de Synthèses

### Synthèses en laboratoire

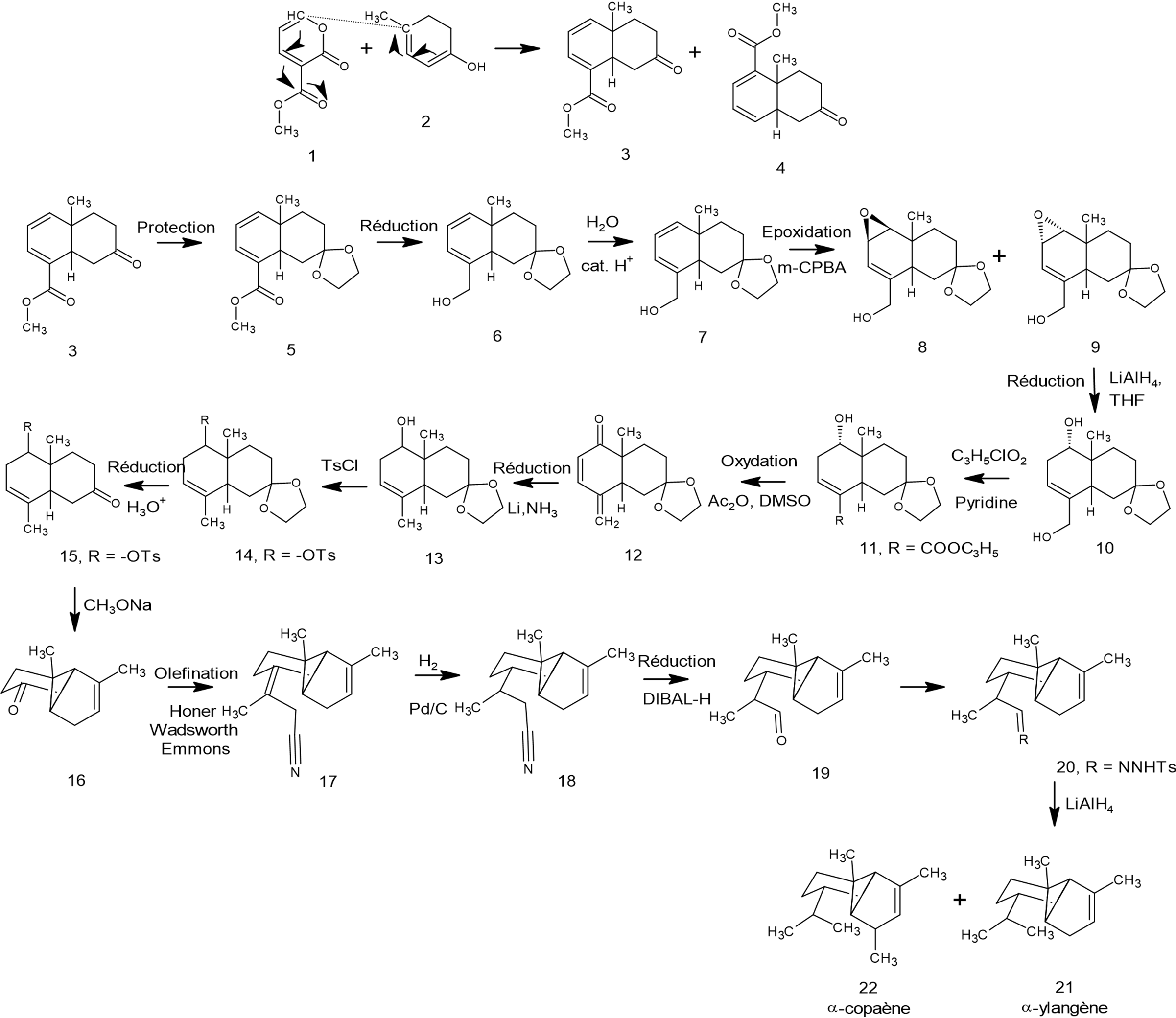
Synthèse (±)-α- et (±)-β-copaènes et d'ylangènes

Il existe plusieurs méthodes de synthèse pour l'Ylangène, reflétant la diversité des approches chimiques pouvant être employées pour obtenir ce composé. Certaines de ces méthodes reposent sur des processus synthétiques conduisant à la formation de mélanges complexes de plusieurs produits, nécessitant ensuite des étapes de purification pour isoler l'Ylangène souhaité.
Des chercheurs ont expérimenté une synthèse par une addition Diels-Alder à partir de 3-carbo-méthoxy-2-pyrone et le 4-méthyl-3-cyclohexanone.Cette synthèse permet d’obtenir un mélange racémique de (±)-α- et (±)-β-copaènes et d'ylangènes.
Il suffit ensuite d'effectuer une séparation par colonne afin d'isoler le produit souhaité, ici l'Ylangène. Les produits ainsi séparés présentent des spectres (RMN, IR et de masse) très proches de ceux des produits purs.

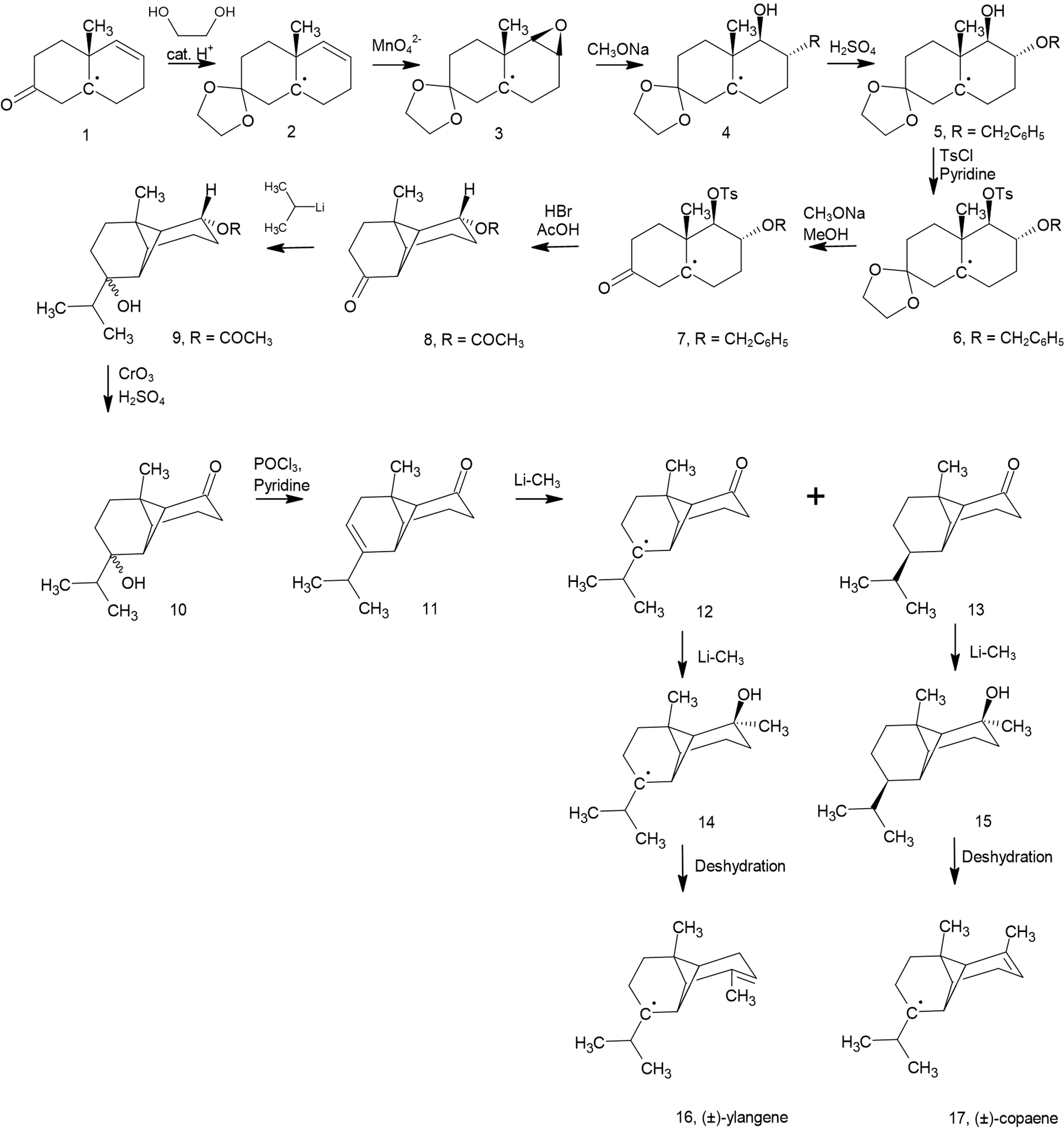
Synthèse (±)-ylangène ou (±)-copaène

Il existe une autre méthode qui ne nécessite pas de terminer par une séparation, une méthode de synthèse totale de l' (±)-ylangène qui repose principalement sur une cyclisation catalysée par une base d'un céto tosylate. Ce processus permet de construire le système tricyclique tricyclo[4.4.0.0] décane caractéristique de l'ylangène.
L'hydrogénation du composé 11 conduit préférentiellement au composé 12 en milieu polaire où l'encombrement stérique prédomine, qui permet d'obtenir l'Ylangène, tandis qu'en milieu non polaire, l'interaction du groupe carbonyle avec la surface du catalyseur favorise la formation du composé 13, qui permet d'obtenir le Copaène.
Cette synthèse permet d’obtenir le produit souhaité mais cependant c'est une synthèse qui prend beaucoup de temps, nécessite une optimisation minutieuse de chaque étape, et implique plusieurs réactions successives avec purification à chaque fois.

### Biosynthèse des organismes vivants
Chez l'ylang-ylang nain, la production de β-ylangène est assurée par une enzyme appelée CoTPS2, qui appartient à la famille des sesquiterpènes synthases. Cette enzyme transforme une molécule appelée farnésyl pyrophosphate (FPP) en β-ylangène, mais aussi en β-copaène et β-cubébène. L'activité de cette enzyme a été confirmée par une expérience réalisée sur des feuilles de ''Nicotiana benthamiana''.
La détection du β-ylangène dans les fleurs de l'ylang-ylang nain a été effectuée par chromatographie en phase gazeuse couplée à la spectrométrie de masse (GC-MS). La majorité des composés volatils émis par ces fleurs sont des terpènes, en particulier des sesquiterpènes, ce qui indique une activité importante des voies de biosynthèse des terpènes, qui fournissent les précurseurs nécessaires, dont le FPP.
Des études basées sur la chimie quantique suggèrent que le R-ylangène et le (-)-ylangène pourraient provenir d'un intermédiaire commun à structure bicyclique, formé par une réaction de cyclisation du nérolidyl diphosphate. Ce même mécanisme est également impliqué dans la production de composés comme le sativène et le cyclosativène.
Après l'ionisation initiale du farnésyl diphosphate, la formation de ces sesquiterpènes pourrait se faire naturellement, grâce à la réactivité des intermédiaires carbocationiques, avec une intervention minimale de l'enzyme, qui se limiterait à orienter la conformation et à stabiliser l'élimination d'un proton en fin de réaction. Par exemple, une enzyme appelée γ-humulène synthase, isolée chez le sapin géant (Abies grandis), est capable de produire du R-ylangène et du (-)-ylangène. Ce dernier a également été associé à l'enzyme germacrène D synthase.
La biosynthèse de l'ylangène implique donc des sesquiterpène synthases qui catalysent la cyclisation du farnésyl pyrophosphate (FPP) ou de son isomère, le nérolidyl diphosphate, via des intermédiaires carbocationiques. Différentes enzymes et voies peuvent conduire à la formation de différents stéréoisomères de l'ylangène dans diverses espèces de plantes et d'organismes marins. Des études de chimie quantique suggèrent que ces réactions peuvent se dérouler avec des barrières énergétiques relativement faibles une fois l'intermédiaire carbocationique formé.

## Application

### Application 1.
En tant que composant des huiles essentielles, l’ylangène est souvent utilisé pour ses propriétés antioxydantes et antibactériennes, notamment dans les soins anti-âge.

#### a) Élimination des radicaux libres
Les radicaux libres (Dérivé Réactif de l’Oxygène, DRO) sont l’un des principaux facteurs du vieillissement cutané. Parmi eux, on retrouve l’anion superoxyde (O₂⁻·), le radical hydroxyle (·OH) et le radical peroxyle (ROO·). L’ylangène, en tant que sesquiterpène, contient des liaisons doubles (C=C) et des hydrogènes allyliques, ce qui lui permet de fournir un atome d’hydrogène (H·) aux radicaux libres pour les stabiliser :
Où :
- Ylangène-H : Donneur d’hydrogène dans la molécule d’ylangène
- Ylangène· : Radical stabilisé de l’ylangène.

#### b) Inhibition de la peroxydation lipidique
La peroxydation lipidique est un facteur clé du vieillissement cutané. L’ylangène peut interrompre la réaction en chaîne des radicaux lipidiques (L·) et protéger les membranes cellulaires de l’oxydation.
Les étapes fondamentales de la peroxydation lipidique sont les suivantes :

« 1. Phase d’initiation (Initiation) :
LH + ·OH → L· + H₂O
(L’attaque du radical hydroxyle ·OH sur un lipide (LH) forme un radical lipidique (L·)) 
2. Phase de propagation (Propagation) :
L· + O₂ → LOO·
LOO· + LH → LOOH + L·
(Le radical lipidique L·réagit avec l’oxygène pour former un radical peroxyle LOO·, qui oxyde d’autres lipides)
3. Phase de terminaison (Termination) :
LOO· + Ylangéne-H → LOOH + Ylangéne·
(L’ylangène piège les radicaux peroxyles (LOO·) et stoppe la réaction en chaîne, réduisant ainsi l’oxydation des membranes cellulaires et le vieillissement cutané.) »

### Application 2.
L’ylangène est l’un des composants de l’huile essentielle d’ylang-ylang. Bien qu’il ne soit pas utilisé comme ingrédient de parfum à part entière, son arôme distinctif lui permet de jouer un rôle important dans la fabrication des parfums.

## Référence
1. ↑  Masse molaire calculée d’après « Atomic weights of the elements 2007 », sur www.chem.qmul.ac.uk.
2. ↑  Lodewyk, Michael W. ; Gutta, Pradeep ; Tantillo, Dean J. “Computational Studies on Biosynthetic Carbocation Rearrangements Leading to Sativene, Cyclosativene, r-Ylangene, and
-Ylangene.” Journal of the American Chemical Society 130, no. 32 (2008): 10424–34
3. ↑  Watt, David S. ; Corey, Elias J. “Total Synthesis of (±)-α- and (±)-β-Copaenes and
-Ylangenes.” Organic Syntheses 80 (2003): 232–44.
4. ↑  Li, Jiaying ; Gao, Chunxue ; He, Zaishuang ; Huang, Ya ; Tan, Daopeng ; Qin, Lin ; Wu, Di; Wu, Jiajia ; Wang, Ya ; He, Yuqi ; Wu, Xingdong ; Lu, Yanliu. “The Chemical Structure and
Pharmacological Activity of Sesquiterpenoids in Dendrobium Sw.” Molecules 29, no. 24 (2024) : 5851.
5. 1 2 3 4  Jin, Jingjing ; Kim, Mi Jung ; Dhandapani, Savitha ; Tjhang, Jessica Gambino ; Yin, Jun-Lin ; Wong, Limsoon ; Sarojam, Rajani ; Chua, Nam-Hai ; Jang, In-Cheol. “The Floral Transcriptome of Ylang Ylang (Cananga Odorata Var. Fruticosa) Uncovers Biosynthetic Pathways for Volatile Organic Compounds and a Multifunctional and Novel Sesquiterpene Synthase.” Journal of Experimental Botany 66, no. 13 (2015): 3959–75.
6. 1 2 3 4  (en) G. L. K. Hunter et W. B. Brogden, « β-Ylangene, a New Sesquiterpene Hydrocarbon from Orange Oil », The Journal of Organic Chemistry, vol. 29, no 7,‎ juillet 1964, p. 2100–2100 (ISSN 0022-3263 et 1520-6904, DOI 10.1021/jo01030a561, lire en ligne, consulté le 29 mars 2025)
7. ↑  (en) Shi-Yie Cheng, En-Hung Lin, Jing-Shi Huang et Zhi-Hong Wen, « Ylangene-Type and Nardosinane-Type Sesquiterpenoids from the Soft Corals Lemnalia flava and Paralemnalia thyrsoides », Chemical and Pharmaceutical Bulletin, vol. 58, no 3,‎ 2010, p. 381–385 (ISSN 0009-2363 et 1347-5223, DOI 10.1248/cpb.58.381, lire en ligne, consulté le 29 mars 2025)
8. ↑  (en) Qiong-Ying Fan, Ze-Jun Dong, Zheng-Hui Li et Xia Yin, « Two new ylangene-type sesquiterpenoids from cultures of the fungus Postia sp. », Journal of Asian Natural Products Research, vol. 16, no 3,‎ 4 mars 2014, p. 254–258 (ISSN 1028-6020 et 1477-2213, DOI 10.1080/10286020.2013.866947, lire en ligne, consulté le 29 mars 2025)
9. ↑  (en) Noura S. Dosoky, Prabodh Satyal, Luccas M. Barata et Joyce Kelly R. da Silva, « Volatiles of Black Pepper Fruits (Piper nigrum L.) », Molecules, vol. 24, no 23,‎ 21 novembre 2019, p. 4244 (ISSN 1420-3049, DOI 10.3390/molecules24234244, lire en ligne, consulté le 29 mars 2025)
10. 1 2  Abdessamad Beraich, Hammadi El Farissi, Yousra Belbachir et Francesco Cacciola, « Traditional and modern extraction methods for Pistacia lentiscus essential oil », Sustainable Chemistry and Pharmacy, vol. 40,‎ 1er août 2024, p. 101638 (ISSN 2352-5541, DOI 10.1016/j.scp.2024.101638, lire en ligne, consulté le 29 mars 2025)
11. 1 2  Clayton H. Heathcock, Rodney A. Badger et John W. Patterson, « Total synthesis of (.+-.)-copaene and (.+-.)-ylangene. General method for the synthesis of tricyclo [4.4.0.02,7]decanes », Journal of the American Chemical Society, vol. 89, no 16,‎ 1er août 1967, p. 4133–4145 (ISSN 0002-7863, DOI 10.1021/ja00992a032, lire en ligne, consulté le 29 mars 2025)
12. 1 2  E. J. Corey et David S. Watt, « Total synthesis of (+-)-.alpha.- and (+-)-.beta.-copaenes and ylangenes », Journal of the American Chemical Society, vol. 95, no 7,‎ 1er avril 1973, p. 2303–2311 (ISSN 0002-7863, DOI 10.1021/ja00788a034, lire en ligne, consulté le 29 mars 2025)
13. 1 2 3  Lodewyk, Michael W. ; Gutta, Pradeep ; Tantillo, Dean J. "Computational Studies on Biosynthetic Carbocation Rearrangements Leading to Sativene, Cyclosativene, R-Ylangene, and -Ylangene." Department of Chemistry, University of California, Davis (2008).
14. ↑  Xiao-qiang Chen, Huan Wang, He Zhang, Yuan-gang Zu, C-Y. Oliver Chen, Ying Zhang《Antioxidant, antibacterial, cytotoxic activities of essential oil derived from Schisandra chinensis pulp and seeds》Special Issue:Experimental Biology 2017 Meeting Abstracts Faseb journal Volume31, IssueS1
15. ↑  Alfreda WeiTakayuki Shibamoto Department of Environmental Toxicology, University of California, Davis, California 95616  “Antioxidant Activities and Volatile Constituents of Various Essential Oils” Journal of Agricultural and Food Chemistry 2007, 55, 5, 1737–1742 Volume 55, Issue 5 Pages 1649-2054 March 7, 2007
16. ↑  Hitoshi Masaki《Role of antioxidants in the skin: Anti-aging effects》Journal of Dermatological Science, Volume 58, Issue 2, May 2010, Pages 85-90
17. ↑  Felicia Ng, Aaron Thong, Nurhidayah Basri, Wenqin Wu, Wee Chew, Jorry Dharmawan 《Profiling of Aroma-Active Compounds in Ylang-Ylang Essential Oils by Aroma Extract Dilution Analysis (AEDA) and Chemometric Methods》 Journal of Agricultural and Food Chemistry Volume 70, Issue 1 January 12, 2022 Pages 1-428